# Alexander Wienerberger
Alexander Wienerberger, född 8 december 1891 i Wien, död 5 januari 1955 i Salzburg, var en österrikisk kemist som arbetade i 19 år på kemiska företag i Sovjetunionen. Medan han arbetade i Charkiv tog han en serie fotografier av Holodomor 1932–1933, som är fotografiska bevis på massvälten hos det ukrainska folket vid den tiden. 

## Biografi
Wienerberger föddes 1891 i Wien, i en familj med blandat ursprung. Trots att hans far var judisk och hans mor var tjeckisk, betraktade han sig själv, enligt sin dotter, som österrikare och ateist.
Från 1910 till 1914 studerade han vid det filosofiska fakultetet vid Wiens universitet. 
Under första världskriget mobiliserades han till den österrikisk-ungerska armén. Han deltog i strider mot den ryska armén och tillfångatogs 1915. 
1917 tilläts han flytta till Moskva, där han tillsammans med vänner grundade ett kemiskt laboratorium. Hösten 1919 försökte han fly från Sovjetunionen till Österrike genom Estland med falska dokument. Försöket misslyckades då han arresterades av Tjekan i Pskov och dömdes för "spionage". Han tillbringade en betydande del av 1920-talet i Lubjankas fängelseceller i Moskva. Under sin vistelse i fängelset uppmärksammades hans färdigheter som kemist av den sovjetiska statsapparaten, som anställde utländska fångar som kunde bidra till produktionen. Wienerberger fick arbeta som ingenjör med tillverkning av lack och färger, och senare arbetade han i fabriker för tillverkning av explosiva ämnen.
Wienerberger var gift med Josefine Rönimois, med härkomst de baltiska tyskarna, ett äktenskap som upphörde 1927. Ex-frun tillsammans med dottern Annemarie och sonen Alexander stannade kvar i Estland. Senare flyttade Annemarie till Österrike. 
1928, för första gången efter fängelsetiden, besökte Wienerberger sina släktingar i Wien och ingick ett nytt äktenskap med Lilly Zimmermann, dotter till en fabrikör från Schwechat. När han återvände till Moskva lyftes de restriktioner som dittills gällt för honom, vilket möjliggjorde att hans fru kunde flytta med till Sovjetunionen. 1931 fick hans fru en kortare tid återvända till Wien, där hon födde deras dotter Margot. 
I början av 1930-talet bodde familjen Wienerberger i Moskva, där Wienerberger hade en befattning på en kemisk fabrik. 1932 blev han sänd till Lyubutjany (Moskva Oblast) till en befattning som teknisk chef för en plastfabrik, och överfördes 1933 till en liknande position i Charkiv. 

### Fotografiska bevis på hungersnöden i Ukraina 1932—1933

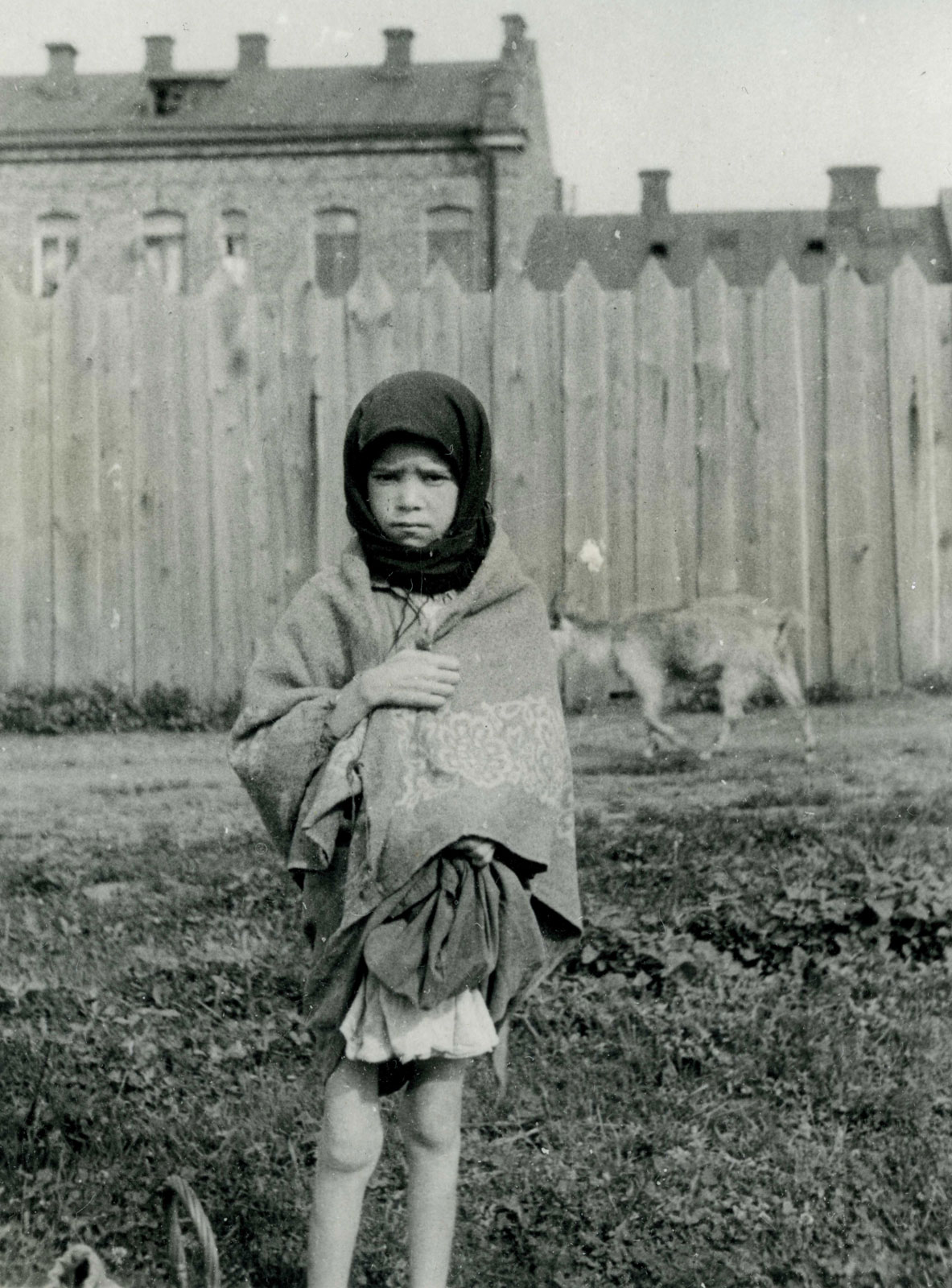
Ett foto av en hungrig flicka från Charkiv är ett av de mest kända fotografierna av Holodomor (av Alexander Wienerberger).

Under sitt arbete i Charkiv, den dåvarande huvudstaden i Ukrainska SSR, bevittnade Wienerberger en massiv hungersnöd och fotograferade det han såg på gatorna i staden, trots hot om arrestering av NKVD.  
Han tog i hemlighet cirka 100 fotografier av staden under Holodomor. Hans fotografier visar köer av hungriga människor i livsmedelsbutiker, svältande barn, kroppar av människor som dog av svält på gatorna i Charkiv och massgravar med svältoffer. Ingenjören tog sina fotografier med en tysk Leicakamera, som troligen överlämnats till honom från utländska vänner.
När han 1934 reste till Österrike skickade Wienerberger negativ med diplomatisk post med hjälp av den österrikiska ambassaden. Österrikiska diplomater insisterade på en sådan försiktighetsåtgärd, eftersom det var stor sannolikhet för genomsökning efter personliga ägodelar vid gränsen, och eventuella upptäckter av fotografierna skulle kunna hota hans liv. När han återvände till Wien överlämnade Wienerberger bilderna till kardinal Theodor Innitzer, som tillsammans med generalsekreteraren för Internationella minoritetskommittén Ewald Ammende presenterade dem för Nationernas Förbund.
1934 släppte den patriotiska fronten i Österrike Wienerbergers foton i en liten broschyr med rubriken "Rußland, wie es wirklich ist" (Ryssland, som det verkligen är), men utan angivande av upphovsman.
År 1935 blev Wienerbergers fotografier för första gången tillgängliga för allmänheten tack vare publiceringen i boken "Ska Ryssland svälta?" (Muss Russland Hungern) av Ewald Ammende. Upphovsmannen angavs inte på grund av oro för dennes säkerhet. 1939 publicerade Alexander Wienerberger i Österrike sin egen memoarbok om livet i Sovjetunionen, där två kapitel ägnas åt Holodomor. Foton ingick också i hans memoarer som publicerades 1942.

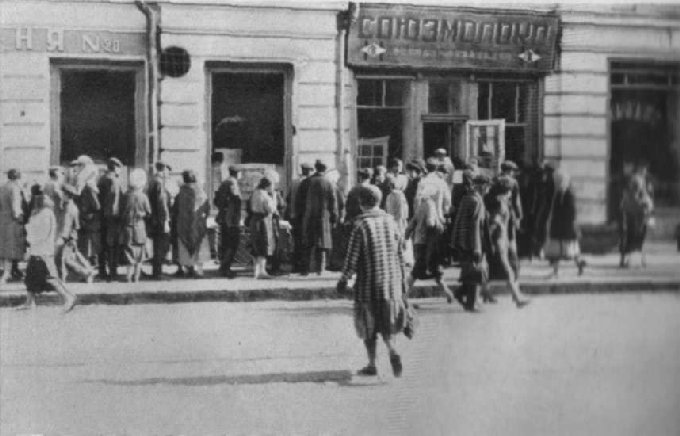
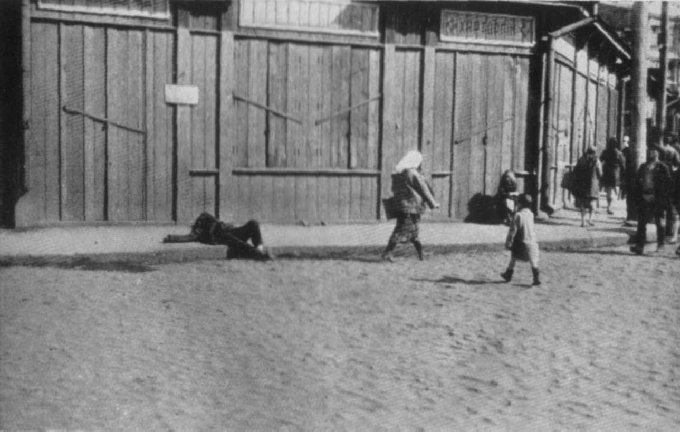
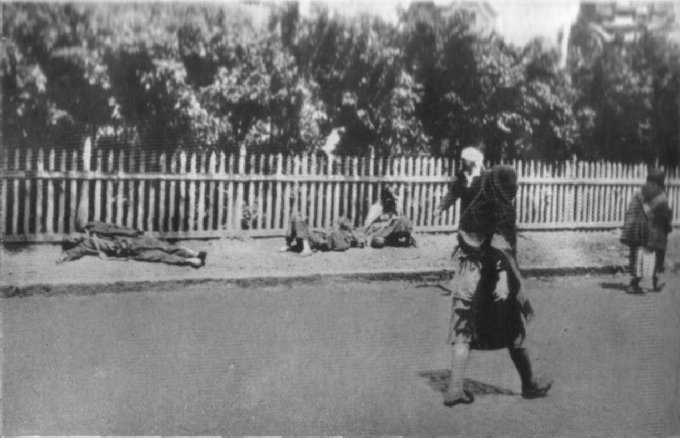
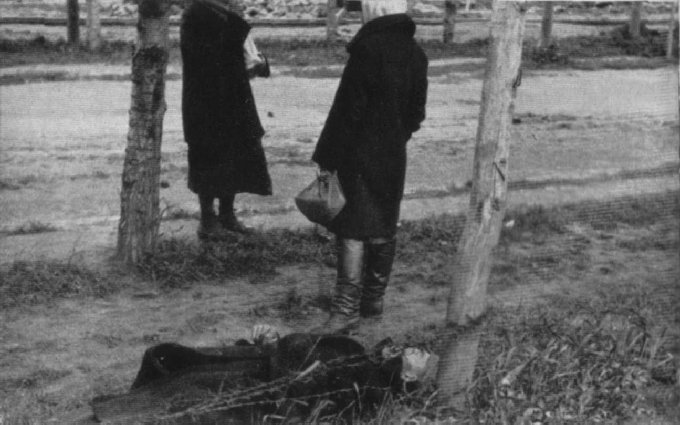
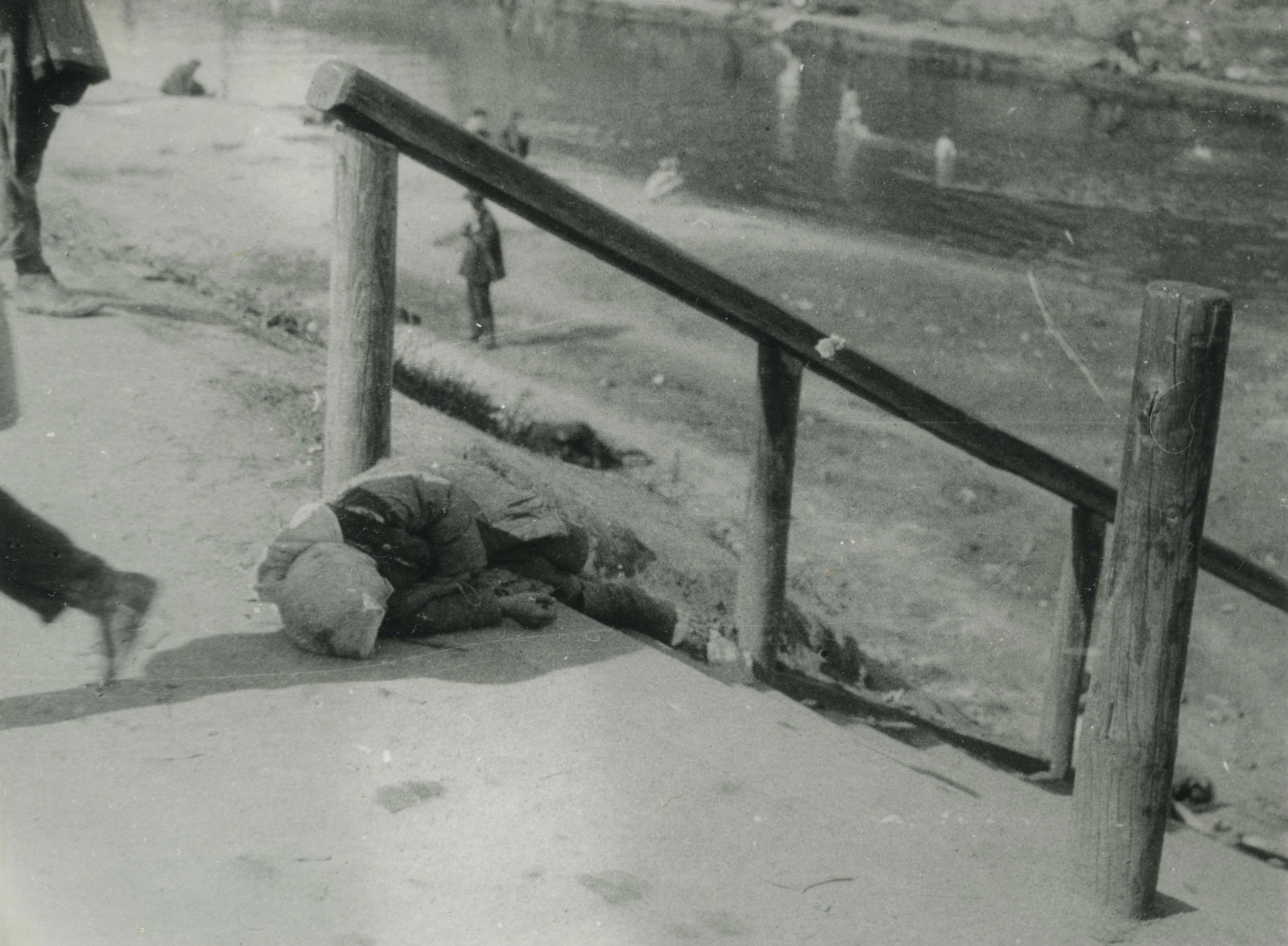
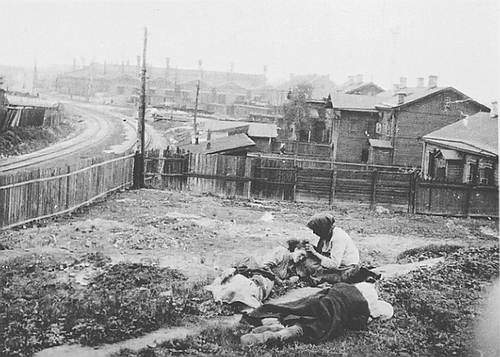
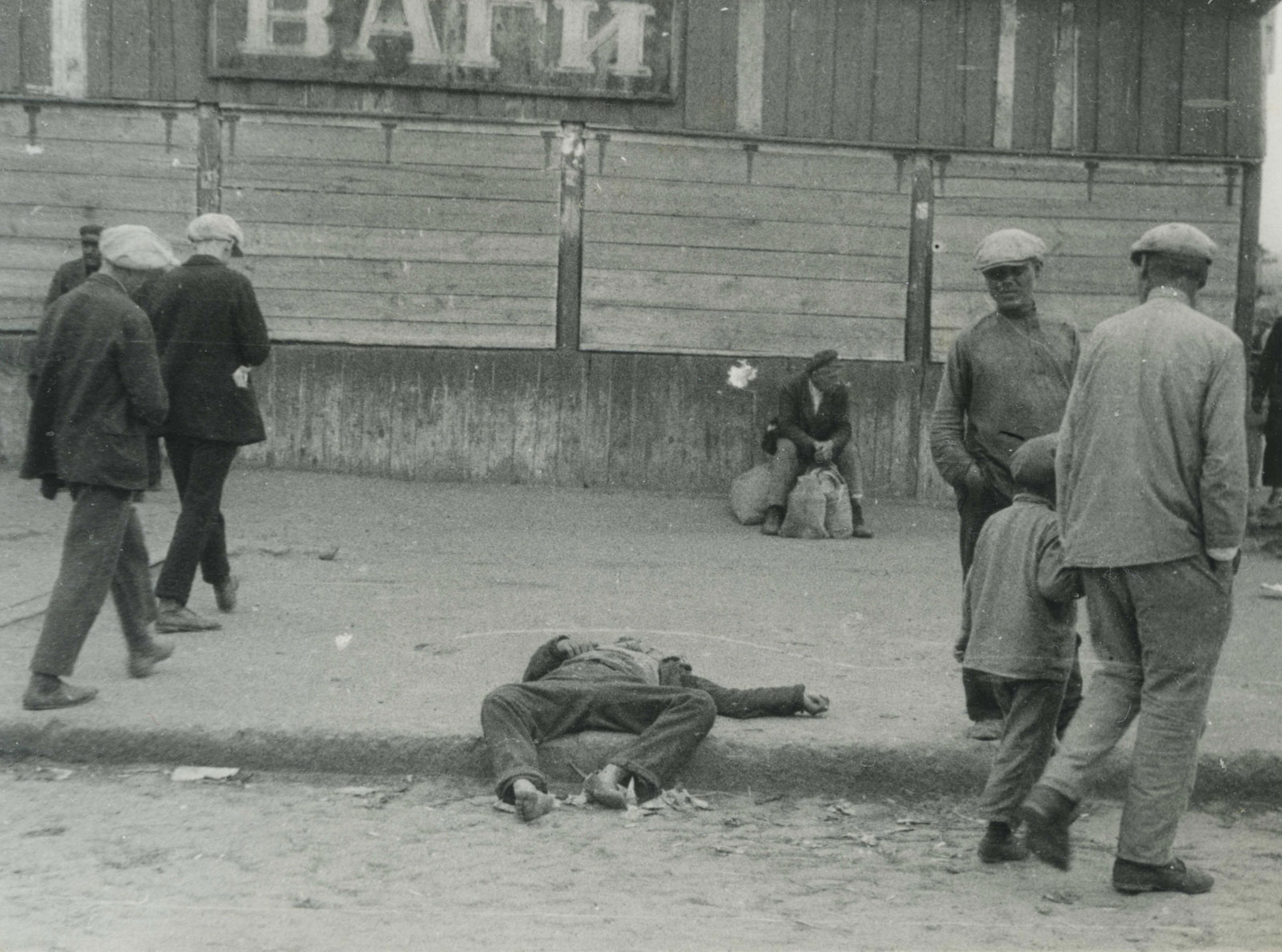
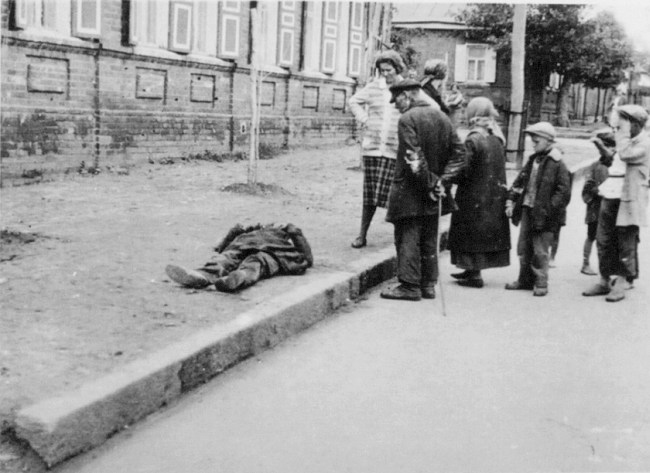
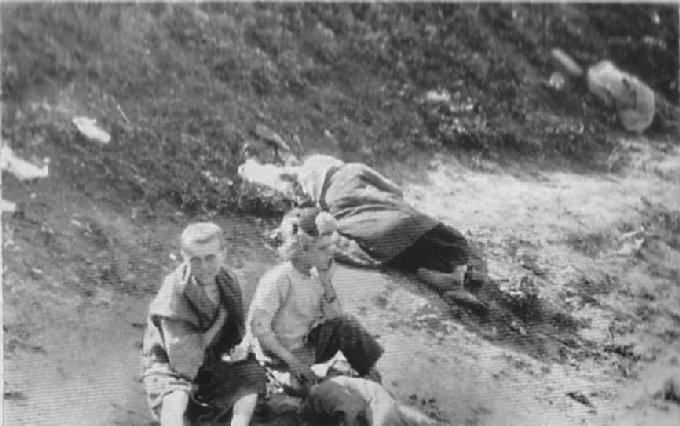
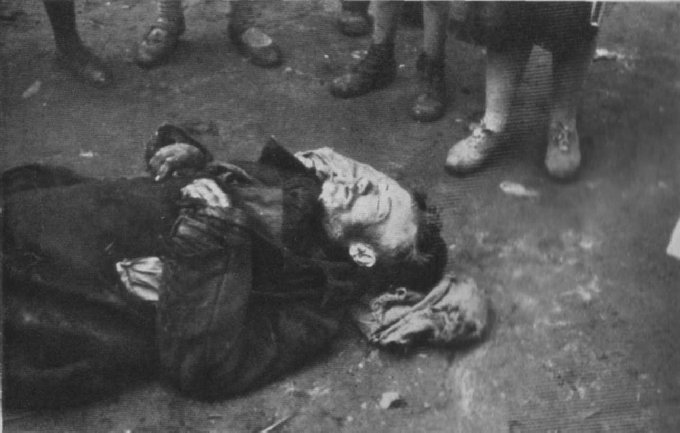

1944 tjänstgjorde Wienerberger som förbandsofficer för Ryska befrielsearmén. Efter kriget lyckades han undvika överföringen till sovjet-trupper och hamnade i den amerikanska ockupationszonen i Salzburg, där han dog 1955.
 

Wienerbergers fotografier har publicerats i många andra verk och visats i många utställningar, i synnerhet på det kanadensiska museet för mänskliga rättigheter i Winnipeg.